# Hubert Katzenbeier
Hubert Katzenbeier (* 14. April 1936 in Dittmannsdorf als Hubert Katzenbeißer) ist ein deutscher Jazzmusiker (Posaune, Violine, Komposition, Arrangement).

## Wirken
Katzenbeier erhielt Privatunterricht auf der Violine und erlernte autodidaktisch Posaune. Zwischen 1957 und 1962 arbeitete er im Tanzorchester Fips Fleischer; dann wechselte er ins Rundfunk-Tanzorchester Berlin von Günter Gollasch, wo er bis 1992 als Soloposaunist und Arrangeur wirkte. Nebenbei spielte er im Quintett von Friedhelm Schönfeld, im Modern Blues Sextett und in der Berlin-Leipzig-Combo, wiederholt bei Klaus Lenz, im Radio-Jazzensemble Studio IV mit Ernst-Ludwig Petrowsky und Eberhard Weise, in der Theo-Schumann-Jazzformation, bei Onkel Stanislaus und seine Jazz-Opas, mit Wolfgang Fiedler bei Fusion, in der Bigband von Dieter Keitel und bei Acki Hoffmann. 1971 gründete er eine eigene Gruppe (zunächst Quintett, später Tentett, aktuell vom Quartett bis Sextett). Er war auch einer der Mitgründer des Berlin Contemporary Jazz Orchestra.
Am 13. Juni 1968 nahm er gemeinsam mit dem Jazz Ensemble Studio 4 am Montreux Jazz Festival teil.